# Discografia degli Status Quo
Qui di seguito sono elencate tutte le produzioni degli Status Quo: dagli album ai singoli.
La pagina include anche una sezione dedicata alla discografia dei membri della band in qualità di artisti solisti ed una alla videografia.
Le posizioni in classifica riportate sono tratte dai siti ufficiali delle charts inglesi.

## Album
Ad oggi, gli Status Quo rimangono gli artisti col maggior numero di album entrati nelle classifiche inglesi (più di quaranta, inclusi live e raccolte), secondi in questo solo ai Rolling Stones.

EP
- The Don't Stop Extras EP

### Album in studio
| Anno | Titolo                              |      | Premi       | Etichetta                                 | Note |
| ---- | ----------------------------------- | ---- | ----------- | ----------------------------------------- | --- |
| 1968 | Picturesque Matchstickable Messages | # 7  | /           | Pye Records                               | |
| 1969 | Spare Parts                         | # 46 | /           | Pye Records                               | |
| 1970 | Ma Kelly's Greasy Spoon             | # 12 | /           | Pye Records                               | Ultimo lavoro con Roy Lynes alle tastiere.                                                                     |
| 1971 | Dog of Two Head                     | # 20 | /           | Pye Records                               | |
| 1972 | Piledriver                          | # 5  | Oro         | Vertigo Records                           | |
| 1973 | Hello!                              | # 1  | Platino     | Vertigo Records                           | Prima collaborazione con Andy Bown al piano.                                                                   |
| 1974 | Quo                                 | # 2  | Platino     | Vertigo Records                           | |
| 1975 | On the Level                        | # 1  | 2 x Platino | Vertigo Records                           | |
| 1976 | Blue for You                        | # 1  | 2 x Platino | Vertigo Records                           | Andy Bown viene stabilmente assunto quale tastierista esterno.                                                 |
| 1977 | Rockin' All Over the World          | # 5  | Platino     | Vertigo Records                           | |
| 1978 | If You Can't Stand the Heat         | # 3  | Platino     | Vertigo Records                           | |
| 1979 | Whatever You Want                   | # 3  | Platino     | Vertigo Records                           | |
| 1980 | Just Supposin'                      | # 4  | 2 x Platino | Vertigo Records                           | |
| 1981 | Never Too Late                      | # 2  | Platino     | Vertigo Records                           | Ultimo lavoro con John Coghlan alla batteria.                                                                  |
| 1982 | 1+9+8+2 = XX                        | # 1  | Platino     | Vertigo Records                           | Pete Kircher è il nuovo batterista della band. Andy Bown diviene membro ufficiale.                             |
| 1983 | Back to Back                        | # 9  | Oro         | Vertigo Records                           | Ultimo album con Alan Lancaster al basso e Pete Kircher alla batteria.                                         |
| 1986 | In the Army Now                     | # 7  | Platino     | Vertigo Records                           | Due nuovi membri: Jeff Rich alle percussioni e John 'Rhino' Edwards al basso.                                  |
| 1988 | Ain't Complaining                   | # 12 | Oro         | Vertigo Records                           | |
| 1989 | Perfect Remedy                      | # 49 | Argento     | Vertigo Records                           | |
| 1991 | Rock 'Til You Drop                  | # 10 | Oro         | Vertigo Records                           | |
| 1994 | Thirsty Work                        | # 13 | Argento     | Polydor                                   | |
| 1996 | Don't Stop                          | # 2  | 2 x Platino | Polygram                                  | Primo cover-album di una trilogia.                                                                             |
| 1999 | Under the Influence                 | # 26 | Argento     | Eagle Records                             | |
| 2000 | Famous in the Last Century          | # 19 | Argento     | Universal                                 | Secondo cover-album della trilogia. Ultimo lavoro col batterista Jeff Rich.                                    |
| 2002 | Heavy Traffic                       | # 15 | Oro         | Universal                                 | Matt Letley nuovo batterista della band.                                                                       |
| 2003 | Riffs                               | # 32 | /           | Universal                                 | Ultimo cover-album della trilogia.                                                                             |
| 2005 | The Party Ain't Over Yet            | # 18 | Argento     | Sanctuary Records                         | Album del quarantennale.                                                                                       |
| 2007 | In Search of the Fourth Chord       | # 15 | Argento     | Fourth Chord Records (UK) / Edel (Europa) | |
| 2011 | Quid Pro Quo                        | # 10 | Oro         | Fourth Chord Records (UK) / Edel (Europa) | |
| 2013 | Bula Quo!                           | # 10 | Argento     | Fourth Chord Records                      | Colonna sonora dell'omonimo film. Ultimo lavoro con Matt Letley alla batteria.                                 |
| 2014 | Aquostic (Stripped Bare)            | # 5  | Oro         | earMUSIC/Edel                             | Classici della band reinterpretati in chiave totalmente acustica. Primo lavoro con Leon Cave alle percussioni. |
| 2016 | Aquostic II - That's a Fact!        | # 7  | Argento     | earMUSIC/Edel                             | Album interamente acustico. Classici della band + 3 inediti.                                                   |
| 2019 | Backbone                            | # 6  |             | earMUSIC/Edel                             | Primo lavoro di studio senza Rick Parfitt alla chitarra ritmica. Al suo posto Richie Malone.                   |

### Live album
| Anno | Titolo                           |      | Premi   | Etichetta           | Note                                                                                                 |
| ---- | -------------------------------- | ---- | ------- | ------------------- | --- |
| 1977 | Live!                            | # 3  | Platino | Vertigo Records     | Doppio album.                                                                                        |
| 1984 | Live at the N.E.C.               | # 4  | Platino | Vertigo Records     | Dapprima incluso nel cofanetto From the Makers of del 1982.                                          |
| 1992 | Live Alive Quo                   | # 37 | Argento | Polydor             | |
| 2006 | Just Doin' It! Live              | # 4  | Oro     | Warner Music Vision | Facente parte del DVD omonimo in edizione limitata.                                                  |
| 2009 | Pictures - Live at Montreux 2009 | /    | /       | Eagle Vision        | Facente parte del DVD omonimo in edizione deluxe. Pubblicato anche su singolo CD nel 2011.           |
| 2010 | Status Quo Live at the BBC       | /    | /       | Universal           | Cofanetto 7 CD + 1 DVD.                                                                              |
| 2015 | Aquostic Live at the Roundhouse  | /    | /       | E.A.R. Music        | Doppio CD.                                                                                           |
| 2017 | The Last Night of the Electrics  | 24   | /       | E.A.R. Music        | Doppio CD. Prima pubblicazione senza Rick Parfitt alla chitarra ritmica. Al suo posto Richie Malone. |

### Raccolte
| Anno      | Titolo                                          |      | Premi       | Etichetta       | Note                                            |
| --------- | ----------------------------------------------- | ---- | ----------- | --------------- | ----------------------------------------------- |
| 1980      | 12 Gold Bars                                    | # 3  | 3 x Platino | Vertigo Records |                                                 |
| 1982      | From the Makers of                              | # 4  | Platino     | Vertigo Records | Triplo album.                                   |
| 1984      | 12 Gold Bars Vol. 2                             | # 12 | Oro         | Vertigo Records |                                                 |
| 1990      | Rocking All Over the Years                      | # 2  | 3 x Platino | Vertigo Records | Racchiude tutti i Top Ten singles fino al 1990. |
| 1997      | Whatever You Want - The Very Best of Status Quo | # 12 | Oro         | Vertigo Records | 2 CD.                                           |
| 1999/2000 | The Essential Status Quo                        | /    | Oro         | Spectrum        | 3 CD.                                           |
| 2001      | Rockers Rollin' - Quo in Time 1972-2000         | /    | /           | Universal       | Cofanetto 4 CD.                                 |
| 2004      | XS All Areas - The Greatest Hits                | # 16 | Oro         | Universal       | 2 CD.                                           |
| 2008      | Pictures: 40 Years of Hits                      | # 8  | Oro         | Universal       | Cofanetto.                                      |
| 2015      | Accept No Substitute! - The Definitive Hits     | # 15 | Argento     | Universal       | 3 CD.                                           |

### Album rarità
Quello che segue è un elenco non esaustivo di album degli Status Quo dedicati al mercato collezionistico, che raccolgono per lo più inediti, rarità o ristampe di antichi singoli di inizio carriera della band.
| Anno | Titolo                                                            | UK Charts | Etichetta                  | Note                                                                                   |
| ---- | ----------------------------------------------------------------- | --------- | -------------------------- | -------------------------------------------------------------------------------------- |
| 1973 | The Best of Status Quo                                            | # 32      | Pye Records                |                                                                                        |
| 1973 | Golden Hour of Status Quo                                         | -         | Pye Records                |                                                                                        |
| 1976 | Down the Dustpipe                                                 | # 20      | Pye Records                |                                                                                        |
| 1976 | Pictures of Matchstick Men                                        | -         | Hallmark Marble Arch       |                                                                                        |
| 1977 | Le Double Disque d'Or de Status Quo                               | -         | Pye Records                |                                                                                        |
| 1979 | In My Chair                                                       | -         | Vogue P.I.P.               |                                                                                        |
| 1979 | Mean Girl                                                         | -         | Vogue P.I.P.               |                                                                                        |
| 1980 | Star Discothek - Status Quo                                       | -         | Pye Records                |                                                                                        |
| 1980 | Super Star - Status Quo                                           | -         | Pickwik Internacional Inc. |                                                                                        |
| 1981 | Fresh Quota                                                       | # 36      | PRT Records                | Raccolta di inediti.                                                                   |
| 1981 | Status Quo - The Best of 1972-1974                                | -         | Vertigo Records            |                                                                                        |
| 1983 | To Be or Not to Be                                                | -         | Pye Records                |                                                                                        |
| 1983 | Works                                                             | -         | Pye Records                |                                                                                        |
| 1985 | The Best of Status Quo (The Early Years)                          | -         | PRT Records                |                                                                                        |
| 1987 | Quotations Vol.1 - The Status Quo Early Years                     | -         | PRT Records                | Vengono per la prima volta ristampati i primi singoli incisi col nome di The Spectres. |
| 1987 | Quotations Vol.2 - Flipsides, Alternatives and Oddities           | -         | PRT Records                |                                                                                        |
| 1987 | Status Quo The Collection                                         | -         | Castle Communications      |                                                                                        |
| 1987 | Hit Album                                                         | -         | Polystar                   |                                                                                        |
| 1990 | The Early Works                                                   | -         | Castle Communications      |                                                                                        |
| 1990 | Status Quo B-Sides & Rarities                                     | -         | Castle Communications      | Raccolta di “B sides” dei primi anni di carriera ed altre rarità.                      |
| 1995 | The Other Side of Status Quo                                      | -         | Conoisseur Collection      | Raccolta di “B sides”.                                                                 |
| 1998 | The Singles Collection                                            | -         | Castle Communications      | 2 CD. Singoli di inizio carriera + inediti e rarità.                                   |
| 1999 | Benzin Im Blut                                                    | -         | Polydor                    | 4 brani inediti, 4 brani remix e 4 di altri artisti.                                   |
| 2005 | Now and Then                                                      | # 49      | Crimson                    | 3 CD.                                                                                  |
| 2005 | Status Quo & Friends - 40th Anniversary Souvenir                  | -         | Trinity Mirror             | 10 brani degli Status Quo e 20 di altri artisti.                                       |
| 2006 | The Party Aint Over Yet... - 2006 Tour - Limited Edition 2 CD Set | -         | Sanctuary Records          |                                                                                        |
| 2008 | Still in Search of the Fourth Chord                               | -         | Polydor                    |                                                                                        |
| 2013 | Pictures - The Essential Collection                               | # 98      | Metro Sound & Vision       | Box set CD + DVD.                                                                      |
| 2016 | Whatever You Want - The Essential                                 | # 90      | Spectrum Music             | 3 CD.                                                                                  |
| 2017 | Keep 'Em Coming! The Collection                                   | # 70      | Music Club Deluxe          | 2 CD.                                                                                  |

### Rarità Live
| Anno | Titolo                                                                                                | UK Charts | Etichetta            | Note                                                                                |
| ---- | --- | --------- | -------------------- | ----------------------------------------------------------------------------------- |
| 1977 | Tokio Quo                                                                                             | -         | Vertigo Records      | Live in Japan '76 - solo mercato giapponese.                                        |
| 2007 | Live at the BBC Vol. 1 - 1973                                                                         | -         | Sanctuary Records    | Live at the Paris Theatre - 01.03.1973.                                             |
| 2007 | Live at the BBC Vol. 2 - 1988                                                                         | -         | Sanctuary Records    | Live at Wembley - 07.07.1988.                                                       |
| 2007 | Live at the BBC Vol. 3 - 1990                                                                         | -         | Sanctuary Records    | Live at Knebworth - 30.06.1990.                                                     |
| 2008 | In Search of the Fourth Chord - Live at National Arboretum Westonbirt, Tetbury, Sunday 22nd June 2008 | -         | Fourth Chord Records | Sold Out.                                                                           |
| 2008 | Pictures Live! - Live at Oxford New Theatre 4/10/2008                                                 | -         | Fourth Chord Records |                                                                                     |
| 2008 | Pictures Live! - Live at Christmas Time Brighton 12th December 2008                                   | -         | Fourth Chord Records |                                                                                     |
| 2008 | Pictures Live! - Live at Christmas Time Birmingham NEC 22nd December 2008                             | -         | Fourth Chord Records |                                                                                     |
| 2009 | Pictures Live! - Live at Ipswich Regent Theatre 17/02/09                                              | -         | Fourth Chord Records | Sold Out.                                                                           |
| 2010 | Official Bootleg - Live in Australia                                                                  | -         | Fourth Chord Records |                                                                                     |
| 2010 | Live in the Netherlands                                                                               | -         | Fourth Chord Records |                                                                                     |
| 2011 | Quofestive - Live at the O2 Arena 2011                                                                | -         | Fourth Chord Records |                                                                                     |
| 2012 | Quofestive 2012 - Live at the O2                                                                      | -         | Fourth Chord Records |                                                                                     |
| 2013 | Live! On Stage - Wed 6 Manchester O2 Apollo                                                           | -         | Fourth Chord Records | Limitato a 1000 pezzi - Inciso dalla formazione originale (Frantic Four) - Sold Out |
| 2013 | Live! On Stage - Thu 7 Wolverhampton Civic Hall                                                       | -         | Fourth Chord Records | Limitato a 1000 pezzi - Inciso dalla formazione originale (Frantic Four) - Sold Out |
| 2013 | Live! On Stage - Sat 9 O2 Glasgow Academy                                                             | -         | Fourth Chord Records | Limitato a 1000 pezzi - Inciso dalla formazione originale (Frantic Four) - Sold Out |
| 2013 | Live! On Stage - Sun 10 O2 Glasgow Academy                                                            | -         | Fourth Chord Records | Limitato a 1000 pezzi - Inciso dalla formazione originale (Frantic Four) - Sold Out |
| 2013 | Live! On Stage - Tue 12 Manchester O2 Apollo                                                          | -         | Fourth Chord Records | Limitato a 1000 pezzi - Inciso dalla formazione originale (Frantic Four) - Sold Out |
| 2013 | Live! On Stage - Wed 13 Wolverhampton Civic Hall                                                      | -         | Fourth Chord Records | Limitato a 1000 pezzi - Inciso dalla formazione originale (Frantic Four) - Sold Out |
| 2013 | Live! On Stage - Fri 15 London Hammersmith Apollo                                                     | -         | Fourth Chord Records | Limitato a 1000 pezzi - Inciso dalla formazione originale (Frantic Four) - Sold Out |
| 2013 | Live! On Stage - Sat 16 London Hammersmith Apollo                                                     | -         | Fourth Chord Records | Limitato a 1000 pezzi - Inciso dalla formazione originale (Frantic Four) - Sold Out |
| 2013 | Live! On Stage - Sun 17 London Wembley Arena                                                          | -         | Fourth Chord Records | Limitato a 1000 pezzi - Inciso dalla formazione originale (Frantic Four) - Sold Out |
| 2013 | The Frantic Four Reunion 2013 - Live At O2 Academy in Glasgow                                         | -         | Fourth Chord Records | Solo su vinile                                                                      |
| 2013 | The Frantic Four Reunion 2013 - Live At Hammersmith Apollo                                            | # 37      | Fourth Chord Records | Doppio CD della formazione originale.                                               |
| 2013 | The Frantic Four Reunion 2013 - Live at Wembley Arena                                                 | -         | Fourth Chord Records | CD della formazione originale facente parte del DVD omonimo.                        |
| 2013 | Bula Quo Live! - World Tour 2013/14 (Live At the Hambourg 02)                                         | -         | Fourth Chord Records |                                                                                     |
| 2013 | Bula Quo Live! - World Tour 2013/14 (Live At the London 02)                                           | -         | Fourth Chord Records |                                                                                     |
| 2014 | The Frantic Four Réunion 2014 - König Pilsener Arena Oberhausen 19/3/2014                             | -         | Fourth Chord Records | Limitato a 1000 pezzi - Inciso dalla formazione originale (Frantic Four) -          |
| 2014 | The Frantic Four Réunion 2014 - Eventim Apollo Hammersmith London 28/3/2014                           | -         | Fourth Chord Records | Limitato a 1000 pezzi - Inciso dalla formazione originale (Frantic Four) -          |
| 2014 | The Frantic Four Réunion 2014 - Eventim Apollo Hammersmith London 29/3/2014                           | -         | Fourth Chord Records | Limitato a 1000 pezzi - Inciso dalla formazione originale (Frantic Four) -          |
| 2014 | The Frantic Four Réunion 2014 - Eventim Apollo Hammersmith London 31/3/2014                           | -         | Fourth Chord Records | Limitato a 1000 pezzi - Inciso dalla formazione originale (Frantic Four) -          |
| 2014 | The Frantic Four Réunion 2014 - The O2 Dublin 12/4/2014                                               | -         | Fourth Chord Records | Limitato a 1000 pezzi - Inciso dalla formazione originale (Frantic Four) -          |
| 2014 | The Frantic Four's Final Fling - Live At The Dublin 02 Arena                                          | # 34      | earMusic             | Inciso dalla formazione originale (Frantic Four) -                                  |
| 2014 | Live at the Barclaycard Arena                                                                         | -         | Fourth Chord Records | Limitato a 1000 pezzi -                                                             |

## Singoli
Gli Status Quo sono gli artisti con il maggior numero di hit singles entrati nelle classifiche inglesi, 67 brani dal 1968 ad oggi, record assoluto. Seguono al secondo posto i Queen (con 54 successi) e, al terzo, i Rolling Stones (53).
| Titolo canzone                               | Posizione UK Charts | Data pubblicazione | Album di origine                                        |
| -------------------------------------------- | ------------------- | ------------------ | ------------------------------------------------------- |
| I (Who Have Nothing) [1]                     | -                   | settembre 1966     | -                                                       |
| Hurdy Gurdy Man [1]                          | -                   | novembre 1966      | -                                                       |
| (We Ain't Got) Nothin' Yet [1]               | -                   | febbraio 1967      | -                                                       |
| Almost but Not Quite There [2]               | -                   | giugno 1967        | -                                                       |
| Pictures of Matchstick Men                   | # 7                 | gennaio 1968       | Picturesque Matchstickable Messages from the Status Quo |
| Black Veils of Melancholy                    | -                   | aprile 1968        | Picturesque Matchstickable Messages from the Status Quo |
| Ice in the Sun                               | # 8                 | luglio 1968        | Picturesque Matchstickable Messages from the Status Quo |
| Technicolour Dreams                          | -                   | novembre 1968      | Picturesque Matchstickable Messages from the Status Quo |
| Make Me Stay a Bit Longer                    | -                   | febbraio 1969      | -                                                       |
| Are You Growing Tired of My Love             | # 46                | aprile 1969        | Spare Parts                                             |
| The Price of Love                            | -                   | settembre 1969     | -                                                       |
| Down the Dustpipe                            | # 12                | marzo 1970         | -                                                       |
| In My Chair                                  | # 21                | ottobre 1970       | -                                                       |
| Tune to the Music                            | -                   | marzo 1971         | -                                                       |
| Paper Plane                                  | # 8                 | novembre 1972      | Piledriver                                              |
| Mean Girl                                    | # 20                | aprile 1973        | Dog of Two Head                                         |
| Gerdundula                                   | -                   | luglio 1973        | Dog of Two Head                                         |
| Caroline                                     | # 5                 | agosto 1973        | Hello!                                                  |
| Break the Rules                              | # 8                 | aprile 1974        | Quo                                                     |
| Down Down                                    | # 1                 | novembre 1974      | On the Level                                            |
| Roll Over Lay Down (Live)                    | # 9                 | maggio 1975        | -                                                       |
| Rain                                         | # 7                 | febbraio 1976      | Blue for You                                            |
| Mystery Song                                 | # 11                | luglio 1976        | Blue for You                                            |
| Wild Side of Life                            | # 9                 | dicembre 1976      | -                                                       |
| Rockin' All Over the World                   | # 3                 | settembre 1977     | Rockin' All Over the World                              |
| Again and Again                              | # 13                | agosto 1978        | If You Can't Stand the Heat                             |
| Accident Prone                               | # 36                | novembre 1978      | If You Can't Stand the Heat                             |
| Whatever You Want                            | # 4                 | settembre 1979     | Whatever You Want                                       |
| Living on an Island                          | # 16                | novembre 1979      | Whatever You Want                                       |
| What You're Proposing                        | # 2                 | ottobre 1980       | Just Supposin'                                          |
| Lies / Don’t Drive My Car                    | # 11                | novembre 1980      | Just Supposin'                                          |
| Something 'Bout You Baby I Like              | # 9                 | febbraio 1981      | Never Too Late                                          |
| Rock'n'Roll                                  | # 8                 | novembre 1981      | Just Supposin'                                          |
| Dear John                                    | # 10                | marzo 1982         | 1+9+8+2 = XX                                            |
| She Don't Fool Me                            | # 36                | giugno 1982        | 1+9+8+2 = XX                                            |
| Caroline (Live at the NEC)                   | # 13                | ottobre 1982       | Live at the N.E.C.                                      |
| Ol' Rag Blues                                | # 9                 | settembre 1983     | Back to Back                                            |
| A Mess of Blues                              | # 15                | novembre 1983      | Back to Back                                            |
| Marguerita Time                              | # 3                 | dicembre 1983      | Back to Back                                            |
| Going Down Town Tonight                      | # 20                | maggio 1984        | Back to Back                                            |
| The Wanderer                                 | # 7                 | ottobre 1984       | 12 Gold Bars Vol. 2                                     |
| Rollin' Home                                 | # 9                 | maggio 1986        | In the Army Now                                         |
| Red Sky                                      | # 19                | luglio 1986        | In the Army Now                                         |
| In the Army Now                              | # 2                 | settembre 1986     | In the Army Now                                         |
| Dreamin'                                     | # 15                | novembre 1986      | In the Army Now                                         |
| Ain't Complaining                            | # 19                | marzo 1988         | Ain't Complaining                                       |
| Who Gets the Love?                           | # 34                | maggio 1988        | Ain't Complaining                                       |
| Running All Over the World                   | # 17                | agosto 1988        | -                                                       |
| Burning Bridges                              | # 5                 | dicembre 1988      | Ain't Complaining                                       |
| Not at All                                   | # 50                | ottobre 1989       | Perfect Remedy                                          |
| Little Dreamer                               | # 76                | dicembre 1989      | Perfect Remedy                                          |
| The Anniversary Waltz Part One               | # 2                 | settembre 1990     | Rocking All Over the Years                              |
| The Anniversary Waltz                        | # 2                 | ottobre 1990       | -                                                       |
| The Anniversary Waltz Part Two               | # 16                | dicembre 1990      | -                                                       |
| Can't Give You More                          | # 37                | agosto 1991        | Rock 'Til You Drop                                      |
| Rock ‘Til You Drop                           | # 38                | gennaio 1992       | Rock 'Til You Drop                                      |
| Roadhouse Medley (Anniversary Waltz Part 25) | # 21                | settembre 1992     | Live Alive Quo                                          |
| Come on You Reds                             | # 1                 | aprile 1994        | -                                                       |
| I Didn't Mean It                             | # 21                | luglio 1994        | Thirsty Work                                            |
| Sherri Don't Fail Me Now                     | # 38                | ottobre 1994       | Thirsty Work                                            |
| Restless                                     | # 39                | novembre 1994      | Thirsty Work                                            |
| When You Walk in the Room                    | # 34                | ottobre 1995       | Don’t Stop                                              |
| Fun, Fun, Fun                                | # 24                | febbraio 1996      | Don't Stop                                              |
| Don't Stop                                   | # 35                | marzo 1996         | Don't Stop                                              |
| All Around My Hat                            | # 47                | ottobre 1996       | Don't Stop                                              |
| The Way It Goes                              | # 39                | marzo 1999         | Under the Influence                                     |
| Little White Lies                            | # 47                | giugno 1999        | Under the Influence                                     |
| Twenty Wild Horses                           | # 53                | settembre 1999     | Under the Influence                                     |
| Mony Mony                                    | # 48                | maggio 2000        | Famous in the Last Century                              |
| Old Time Rock and Roll                       | -                   | ottobre 2000       | Famous in the Last Century                              |
| Jam Side Down                                | # 17                | agosto 2002        | Heavy Traffic                                           |
| All Stand Up (Never Say Never)               | # 51                | ottobre 2002       | Heavy Traffic                                           |
| You'll Come 'Round                           | # 14                | settembre 2004     | XS All Areas - The Greatest Hits                        |
| Thinking of You                              | # 21                | dicembre 2004      | XS All Areas - The Greatest Hits                        |
| The Party Ain’t Over Yet                     | # 11                | settembre 2005     | The Party Ain't Over Yet                                |
| All That Counts Is Love                      | # 29                | ottobre 2005       | The Party Ain't Over Yet                                |
| Beginning of the End                         | # 48                | settembre 2007     | In Search of the Fourth Chord                           |
| It's Christmas Time                          | # 40                | dicembre 2008      | Pictures: 40 Years of Hits                              |
| Jump That Rock (Whatever You Want)           | # 57                | dicembre 2008      | Pictures: 40 Years of Hits                              |
| In The Army Now (2010)                       | # 31                | settembre 2010     | Quid Pro Quo                                            |
| Rock 'n' Roll 'n' You*                       | #                   | aprile 2011        | Quid Pro Quo                                            |
| Two Way Traffic*                             | #                   | agosto 2011        | Quid Pro Quo                                            |
| Better Than That*                            | #                   | novembre 2011      | Quid Pro Quo                                            |
| Movin' On*                                   | #                   | gennaio 2012       | Quid Pro Quo                                            |
| The Winner*                                  | #                   | luglio 2012        | Quid Pro Quo                                            |
| Bula Bula Quo (Kua Ni Lega)*                 | #                   | aprile 2013        | Bula Quo!                                               |
| Looking Out for Caroline*                    | #                   | luglio 2013        | Bula Quo!                                               |
| GoGoGo (Single)*                             | #                   | ottobre 2013       | Bula Quo!                                               |
| Mystery Song/Little lady (Medley) - Claudie  | #                   | ottobre 2014       | Aquostic (Stripped Bare)                                |
| And It's Better Now*                         | #                   | ottobre 2014       | Aquostic (Stripped Bare)                                |
| Pictures of Matchstick Men*                  | #                   | dicembre 2014      | Aquostic (Stripped Bare)                                |
| Paper Plane (singolo)*                       | #                   | febbraio 2015      | Aquostic (Stripped Bare)                                |
| Break the Rules*                             | #                   | aprile 2015        | Aquostic Live at the Roundhouse                         |

[1] Inciso col nome di The Spectres
[2] Inciso col nome di Traffic Jam
*Solo download.

## Videografia

### VHS
| Anno | Titolo                     | UK Charts | Etichetta             | Note                               |
| ---- | -------------------------- | --------- | --------------------- | ---------------------------------- |
| 1982 | Live at the N.E.C.         | # ?       | Polygram              |                                    |
| 1984 | End of the Road            | # 1       | Channel 5             | Live al Milton Keynes Bowl.        |
| 1986 | Preserved                  | # ?       | Channel 5             | The Greatest Hits of Status Quo.   |
| 1987 | Rocking Through the Years  | # ?       | Polygram Music Video  | Raccolta di video musicali.        |
| 1990 | Rocking All Over the Years | # 1       | Polygram Music Video  | Live, dicembre 1989.               |
| 1991 | Rock 'Til You Drop         | # ?       | Polygram Video        | Documentario mini-tour 21.09.1991. |
| 1991 | Anniversary Waltz          | # ?       | Castle Music Pictures | A Celebration of 25 Rockin' Years. |
| 1992 | Live Alive Quo             | # ?       | Polygram Video        |                                    |

### Album video (DVD/Blu-ray)
| Anno | Titolo                                                       | UK Charts | Etichetta                | Note                                                                          |
| ---- | ------------------------------------------------------------ | --------- | ------------------------ | ----------------------------------------------------------------------------- |
| 2000 | Famous in the Last Century                                   | # ?       | Eagle Records            |                                                                               |
| 2004 | XS All Areas                                                 | # 2       | Universal                | Video musicali + esibizioni live.                                             |
| 2005 | The Party Ain't Over Yet                                     | # 3       | Warner Music Vision      | Storia della band + video rarità.                                             |
| 2006 | Just Doin’ It! Live                                          | # 4       | Warner Music Vision      | Live, 21 maggio 2006.                                                         |
| 2009 | Pictures - Live at Montreux 2009                             | # 2       | Eagle Vision             | Live, 16 luglio 2009.                                                         |
| 2012 | Hello Quo!                                                   | # 1       | Anchor Bay Entertainment | Documentario sul cinquantennale della band.                                   |
| 2013 | The Frantic Four Reunion 2013 - Live at Wembley Arena        | # 1       | Edel                     | Concerto della formazione originale.                                          |
| 2013 | Bula Quo!                                                    | # 3       | Universal                | Film d'azione girato nelle isole Figi.                                        |
| 2014 | The Frantic Four's Final Fling - Live at the Dublin O2 Arena | # 3       | Edel                     | Ultimo concerto dal vivo della formazione originale. Dublino, 12 aprile 2014. |
| 2015 | Aquostic! Live at the Roundhouse                             | # 1       | earMUSIC                 | Live unplugged, Londra 22 ottobre 2014 .                                      |
| 2015 | Accept No Substitute! - The Definitive Hits                  |           | Universal                | 2 DVD. Video musicali + rare esibizioni dal vivo.                             |